# Darío Fabbro
Darío Raúl Fabbro (* 11. März 1976 in Buenos Aires) ist ein ehemaliger argentinischer Fußballspieler, der auf der Position des Stürmers spielte. In seiner Karriere liefen Fabbros Verträge meistens nur ein Jahr.

## Karriere
Seine erste Station war der argentinische Verein Club Atlético Huracán, wo er zwei Jahre spielte. Danach spielte er für eine Saison für den Club Almagro. Anschließend wechselte er zum Verein CD Godoy Cruz, dem größten Verein in der Region Cuyo. Nach nur einer Spielzeit verließ er den Verein und ging ins Ausland zu CS Emelec in Ecuador. In 24 Ligaspielen konnte Fabbro sechsmal einnetzen. Er gewann 2001 die Meisterschaft der ecuadorianische Serie A, die höchste Fußballliga des Landes und stand im Finale der Copa Merconorte, wo man gegen den Millonarios FC unterlag. Seine nächste Station war der chilenische Verein Club Deportes Concepción, wo er ein Jahr lang unter Vertrag stand. Von 2002 bis 2003 spielte er für Sporting Kansas City in der Major League Soccer. Danach kurz für New England Revolution ebenfalls in der MLS. Nach noch nicht einmal zwei Jahren MLS ging er zurück nach Argentinien zu Club Atlético Temperley, wo er traditionell ein Jahr lang blieb. Zwischen 2005 und 2006 nahm er sich eine Auszeit vom Fußball und spielte zuletzt von 2006 bis 2007 für den Platense FC aus Honduras.

## Privates
Fabbros jüngerer Bruder Jonathan ist ebenfalls Fußballspieler aber auf der Position im Offensiven Mittelfeld.

## Erfolge
- 2001: Ecuadorianischer Meister mit CS Emelec
- 2001: Finalist Copa Merconorte mit CS Emelec